# Cephalaria ekimiana
Cephalaria ekimiana là một loài thực vật có hoa trong họ Kim ngân. Loài này được Göktürk & Sümbül mô tả khoa học đầu tiên năm 1997.